# Milne (Schiff, 1942)
HMS Milne (G14) war der Flottillenführer der am 7. Juli 1939 bestellten Zerstörer der M-Klasse der Royal Navy. Der im Januar 1940 bei Scotts Shipbuilding and Engineering Company begonnene Neubau lief am 30. Dezember 1941 vom Stapel. Nach schweren deutschen Luftangriffen auf Greenock im Mai 1941 war die zum Teil erheblich beschädigte Werft nicht in der Lage, den Endausbau durchzuführen. Daher wurde die vom Stapel gelaufene Milne nach Clydebank geschleppt, wo sie bis zum 6. August 1942 bei John Brown & Company fertiggestellt wurde.
Die Milne wurde im Zweiten Weltkrieg mit den Battle Honours Arctic 1942–44 und North Africa 1942–43 ausgezeichnet.
Die Milne überstand den Weltkrieg und wurde nach Jahren in der Reserve 1957 mit drei weiteren Schiffen der Klasse an die Türkei verkauft, wo sie als Alp Arslan von 1959 bis 1971 in Dienst war.

## Geschichte des Schiffs
Am 7. Juli 1939 erteilte die Royal Navy Bauaufträge für acht Zerstörer einer neuen M-Klasse. Bei der Klasse handelte es sich um Nachbauten der 1938 bestellten L-Klasse, von der noch kein Schiff vom Stapel gelaufen war. Die neuen Aufträge gingen paarweise an die ausgewählten Bauwerften, von denen nur Scotts Shipbuilding and Engineering in Greenock auch Schiffe des ersten Auftrags baute. Die Werft sollte das Typschiff der neuen M-Gruppe sowie den dazugehörigen Flottillenführer bauen. Die Kiellegung der Neubauten mit den Baunummern 583 und 584 erfolgte Ende Januar 1940 drei Monate nach den Kiellegungen der beiden von Vickers-Armstrong-Tyne zu liefernden Schiffe und fast zwei Monate nach den beiden Fairfields-Neubauten. Neubau 583 erhielt den Namen Milne und wurde als Flottillenführer der M-Klasse fertiggestellt, wobei sich die Führerboote ab der Tribal-Klasse nur geringfügig von den anderen Zerstörern unterschieden. Meist war nur das hinterer Deckshaus größer, um Platz für das zusätzliche Personal zu schaffen. Sie war das zweite Schiff der Navy mit diesem Namen, den zuvor von 1914 bis 1921 ein bei John Brown & Company in Clydebank gebauter Zerstörer der Admiralty M-Klasse getragen hatte. Namensgeber war der britische Admiral Sir David Milne of Milne Graden (1763–1845).
Der Neubau 584 sollte den Namen Marksman erhalten und von der Bauwerft als Typschiff der neuen M-Gruppe fertiggestellt werden. Der in Mahratta umbenannte Neubau kam nach schwerer Beschädigung durch deutschen Luftangriff und erneuter Kiellegung erst im April 1943 als letztes Schiff der Klasse in Dienst.
- siehe Mahratta.

Die Schäden und Personenverluste in Greenock durch die Angriffe der Luftwaffe verzögerten die an Scotts vergebenen Aufträge erheblich. Auch Aufträge in anderen Zerstörer-Klassen konnten von der Werft nur erheblich verzögert abgewickelt werden.

### Einsätze
Nach Durchführung aller Tests und Übernahme aller Ausrüstungen und Vorräte verlegte der neue Zerstörer für das „work-up“ zur Home Fleet. Das neue Schiff wurde Flottillenführer der „3rd Destroyer Flotilla“.
Der erste Kampfeinsatz der Milne war im September 1942 die Verteidigung des Nordmeergeleits PQ 18, von dessen 40 Transportern bei Angriffen deutscher U-Boote und Flugzeuge zwölf verloren gingen.
- siehe HMS Marne

Mit dem Geleitzug QP 14 kehrte Milne zurück und verlegte anschließend mit anderen Einheiten der Home Fleet ans Mittelmeer, um die alliierte Landung in Nordafrika zu unterstützen (Operation Torch). Nach anfänglicher Sicherung der dort eingesetzten schweren Einheiten sicherte die Milne dann von Gibraltar aus Geleitzüge.
 Ende Dezember wurde sie mit der Meteor dem Geleitzug ON 154 zur Verstärkung geschickt, der nordwestlich der Azoren von zwei U-Boots-Rudeln angegriffen wurde. Der von der kanadischen „Escort Group C-1“ (Zerstörer St. Laurent, fünf Korvetten der Flower-Klasse) und einer U-Boot-Falle verteidigte Konvoi verlor dreizehn seiner 50 Frachter. Am 29. Dezember 1942 konnte die Milne die Besatzungen der drei am Vortag versenkten Handelsschiffe Baron Cochrane, Lynton Grange und Zarian fast vollzählig aufnehmen. Die 143 Schiffbrüchigen brachte sie nach Ponta Delgada und kehrte dann zu einer Überholung nach Großbritannien zurück.
Von Mitte Februar bis Mitte März 1943 erfolgten weitere Einsätze bei den Nordmeergeleitzügen JW 53 und dem Rückgeleit RA 53. Anschließend folgten Sicherungsaufgaben unter dem „Plymouth Command“ und im Sommer 1943 war der Zerstörer meist als Sicherung bei Bewegung der schweren Einheiten der Home Fleet im Einsatz, die zum Teil als Ablenkungsmanöver für die alliierte Offensive im Mittelmeerraum dienten und deutsche Kräfte im Nordmeer binden sollten. Dazu kamen etliche Sonderaufgaben, wie Versorgungsfahrten für die Stützpunkte der Alliierten auf Spitzbergen oder Transporte von Personal und Material der Royal Air Force nach Nordrussland, um von dort die Überwachung der Einheiten der deutschen Kriegsmarine in Nordnorwegen zu verbessern.
Am 20. Oktober begann dann der Einsatz im Rahmen der beginnenden Saison der Nordmeergeleitzüge. Zur Rückführung dringend benötigter Handelsschiffe aus Murmansk traf am 28. im Kolafjord eine Escort Group mit den Zerstörern Milne (F), Mahratta, Matchless und Musketeer der „3rd Destroyer Flotilla“, Saumarez, Savage, Scorpion und Scourge der „23th Destroyer Flotilla“ sowie der zu einer Long Range Escort umgebauten Westcott, der norwegischen Korvette Eglantine aus der Flower-Klasse und den Minensuchern Harrier und Seagull der Halcyon-Klasse ein. Im Schutz dieses Verbandes überführten sowjetische Besatzungen fünf kleine Minensucher und sechs U-Jagd-Boote im Rahmen einer »Lend-Lease«-Vereinbarung zur sowjetischen Nordflotte. Von den Deutschen wurde die Überführung nicht erkannt.
 Am 1. November lief das Rückgeleit RA 54A mit dreizehn Handelsschiffen von Archangelsk aus, der anfangs durch drei sowjetische Zerstörer und vier Minensucher der Halcyon-Klasse gesichert wurde, von denen Jason und Britomart beim Konvoy blieben, um nach einer Stationierungszeit im Weißen Meer wieder zur Home Fleet zurückzukehren. Ab dem 5. übernahmen die vorgenannten sieben Zerstörer, das Geleitboot Westcott und die Eglantine die Sicherung des Konvois, während Harrier und Seagull als Ablösung von Jason und Britomart zurückblieben. Der Konvoi traf am 14. in Loch Ewe ein, wieder ohne von der deutschen Aufklärung erfasst worden zu sein.
 Es folgten Einsätze der Milne Ende November/Anfang Dezember 1943 bei den Geleitzügen JW 54A und RA 54B, die von den Deutschen nicht angegriffen wurden, sowie im Januar/Februar 1944 bei den Geleitzügen JW 56B und RA 56. Ab dem 29. Januar wurde von JW 56B zehn deutschen U-Booten angegriffen, von denen nur U 278 den Flottillenführer Hardy traf, die von der Venus mit Fangschuss versenkt werden musste. Kein Boot kam an die 16 Handelsschiffe heran. Den Zerstörern Whitehall und Meteor gelang es, U 314 zu versenken. Das Rückgeleit lief am 3. Februar von Murmansk aus, gesichert von 23 Zerstörern und Korvetten, darunter Milne, und erreichte am 6. Island mit 37 Handelsschiffen ohne Verluste. Man hatte die Aufstellung von acht deutschen U-Booten umgangen, die durch Meldung eines falschen Kurses durch die deutsche Luftaufklärung die U-Boote in falscher Richtung suchen ließ.

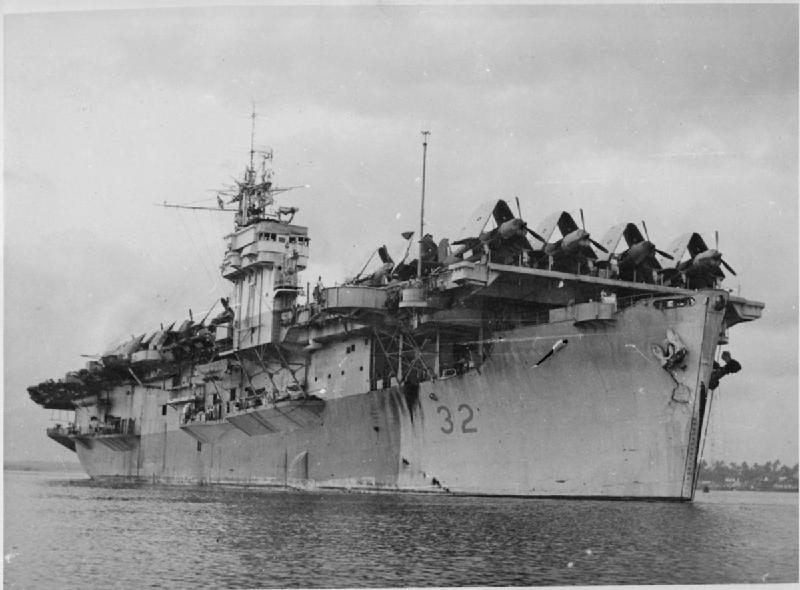
Der zur Sicherung von JW und RA 57 eingesetzte Geleitträger Chaser

Am 22. Februar 1944 stieß die Milne mit einer von ihr geführten Zerstörergruppe, der noch Mahratta, Matchless, Meteor, Offa, Obedient, Onslaught, Oribi, Savage, Serapis, Swift, Verulam und Vigilant zur „Ocean Escort Group“ des Geleitzugs JW 57. Der bislang größte Konvoi auf der Nordmeerroute erreichte mit allen 42 Handelsschiffen sowjetische Häfen. Verloren ging der Zerstörer Mahratta am 25. Februar 1944, von dem nur 16 Mann gerettet werden konnten.
- siehe Verlust der Mahratta

Mit weitgehend den gleichen Einheiten sicherte die Milne dann den über Island zum Vereinigten Königreich zurücklaufenden Geleitzug RA 57. Der von der deutschen Luftaufklärung früh erfasste Konvoi wurde von sieben deutschen U-Booten angegriffen, die nur einen Transporter versenken konnten. Angriffe auf die Sicherungseinheiten schlugen fehl, auch Milne wurde von einem Zaunkönig-Torpedo des U 703 knapp verfehlt. Den Flugzeugen der Chaser gelang die Beschädigung oder Versenkung von vier der angreifenden U-Boote.
An diesen Einsatz schloss sich ein weiterer in der Ferndeckungsgruppe für das folgende Russland-Geleit JW 58 zusammen mit Meteor an, womit das Schiff als Teil der s.g. Force 1 an der Operation Tungsten partizipierte. Zu dieser Gruppe um die Schlachtschiffe Duke of York und Anson sowie die Träger Victorious und Furious gehörten noch vier Geleitträger, vier Kreuzer und neun weitere Zerstörer, die nicht in die Verteidigung des Konvois eingreifen brauchten.

Ende des Monats marschierte die Milne mit der „3rd Destroyer Flotilla“ (Meteor, Marne, Matchless, Musketeer, Ulysses, Verulam, Virago) in einer von dem Kreuzer Diadem geführten Task Force zum Kola Fjord der auch noch die Geleitträger Activity und Fencer, die „6th Support Group“ mit vier kanadischen Fregatten und die 8th Support Group mit acht älteren Zerstörern und die Korvette Lotus angehörten. Der Verband sollte das Rückgeleit RA 59 und 1336 Mann Besatzung des an die Sowjetunion übergebenen US-Kreuzers Milwaukee abholen. Die geplante Mitnahme eines großen Truppentransporters für 1430 sowjetische Marineangehörige, die in Großbritannien Schiffe übernehmen sollten, scheiterte am technischen Problemen der vorgesehenen griechischen Nea Hellas.

Der Konvoi RA 59 lief am 28. April mit 43 Schiffen aus, von denen 17 erst am Vortag von den Eisbrechern Iosif Stalin und Lenin aus dem Weißen Meer herangeführt worden waren. Auf den Schiffen waren die Besatzung der Milwaukee sowie jetzt 2940 sowjetische Seeleute verteilt, die den sowjetischen Anteil an der italienischen Kriegsbeute (1 Schlachtschiff, 9 Zerstörer, 4 U-Boote) in England übernehmen und bemannen sollten.
Die deutsche Luftaufklärung erfasste den Konvoi noch am Tag des Auslaufens und zwölf deutsche U-Boote, die in zwei Gruppen ein Geleit nach Russland erwarteten, wurden auf RA 59 angesetzt.
Obwohl die U-Boote etliche Angriffe fuhren, konnte sie nur einen Frachter versenken, während die Swordfish der Geleitträger drei U-Boote versenkten.
In der folgenden Pause des Geleitverkehrs nach Russland begleitete die Milne wie im Vorjahr Einheiten der Home Fleet bei Vorstößen gegen die norwegische Küste, die wieder die Deutschen beschäftigen sollten und von der Landungsabsicht in der Normandie ablenken sollten. Bei einem dieser Vorstöße versenkte sie am 31. Mai südwestlich der Bäreninsel U 289 mit Wasserbomben. Das deutsche U-Boot hatte zuvor das Anlaufen eines britischen Verbandes gemeldet.

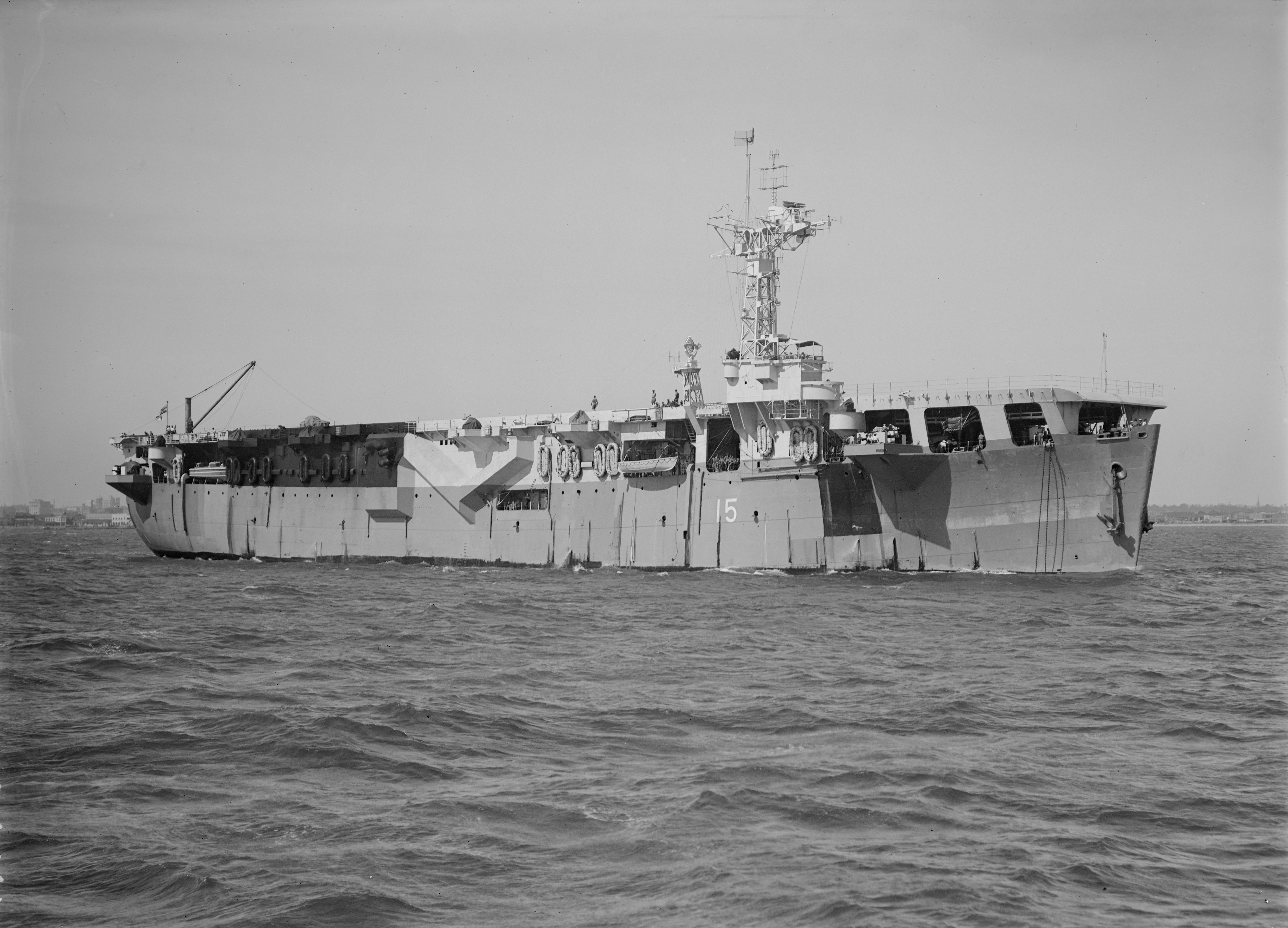
HMS Vindex, das Flaggschiff von JW 59

Am 15. August 1944 wurde die Nordmeergeleitzüge wieder aufgenommen, als der Geleitzug JW 59 mit 33 Schiffen, einem Rettungsschiff und elf US-U-Jägern des Typs SC aus dem Lend-Lease-Abkommen für die sowjetische Nordflotte seinen Marsch nach Osten aufnahm. Die Sicherung bestand aus den Geleitträgern Vindex und Striker, dem Kreuzer Jamaica, einer Nahsicherungsgruppe mit den Zerstörern Milne, Marne, Meteor, Musketeer und Caprice sowie der „20th“ und „22nd Escort Group“-. Nördlich des Konvois marschierte ein sowjetischer Überführungsverband mit dem Schlachtschiff Arkhangelsk (ex Royal Sovereign) und acht Zerstörern der Town-Klasse (ex US-Vierschornsteiner). Darüber hinaus war auch noch die Home Fleet mit zwei Kampfgruppen in See, um mit Trägerflugzeugen das im Kaafjord liegende Schlachtschiff Tirpitz anzugreifen.
Der Geleitzug wurde am 20. August von der deutschen Luftaufklärung ostwärts von Jan Mayen entdeckt und ab dem 21. von U-Booten angegriffen. U 344 konnte die Sloop Kite versenken, wurde aber später durch eine Swordfish der Vindex versenkt, Einige später eingetroffene U-Boote griffen erfolglos den sowjetischen Überführungsverband an. Die Boote gelangten nicht an die Frachter und weitere Angriffe auf die Sicherungseinheiten blieben erfolglos, die aber ihrerseits U 354 versenken konnten. Der Geleitzug erreichte am 25. August, ohne einen Transporter verloren zu haben, sein Ziel.

Die Sicherungseinheiten marschierten ab dem 28. August mit den neun Dampfern des Gegengeleits RA 59A nach Westen zurück. Die Deutschen fanden dieses Geleit nicht. U 394 wurde allerdings von einer Swordfish der Vindex beschädigt und dann von der „20th Escort Group“ versenkt. Am 6. September traf auch dieser Konvoi wohlbehalten in Loch Ewe ein.

Der nächste Konvoi nach Russland, JW 60, verließ am 15. September 1944 mit 30 Transportern und einem Rettungsschiff Loch Ewe. Die Sicherungsgruppe des Konvois bestand aus zwei Geleitträgern, dem Kreuzer Diadem und den Zerstörern Milne, Marne, Meteor, Musketeer, Saumarez, Scorpion, Venus, Verulam, Virago, Volage sowie den kanadischen Algonquin und Sioux und dazu noch der „20th“ und „8th Escort Group“. Darüber hinaus war noch Versorgungsverband für Spitzbergen mit einem Kreuzer und zwei Zerstörern in See und wegen Unklarheit über die Einsatzfähigkeit der Tirpitz lief die Rodney mit dem Befehlshaber der Home Fleet nach Murmansk zu einem Treffen mit dem Oberbefehlshaber der sowjetischen Nordflotte. Der Konvoi weder von deutschen Luftaufklärung noch von der U-Boot-Gruppe Grimm erfasst und erreichte am 23. September den Kolafjord.
Das in der Nacht zum 28. ausgelaufene Rückgeleit RA 60 mit 31 Transportern und einem Rettungsschiff und der vorgenannten Sicherung umging die U-Boot-Gruppen Grimm und Zorn mit 12 U-Booten. Nur U 310 konnte zwei Frachter versenken. U 921 ging in dieser Zeit aus unbekannter Ursache verloren. Am 5. Oktober erreichte RA 60 Loch Ewe.
Milne verließ mit anderen Einheiten am 3. Oktober den Konvoi und lief über Scapa Flow nach Hull, um dort ab dem 19. Oktober für einen künftigen Einsatz im Mittelmeer überholt zu werden. Dabei wurde, wie auf den Schwesterschiffen, die 102-mm-Flak durch einen nach dem Ursprungsbauauftrag vorgesehenen zweiten Torpedo-Vierlingssatz ersetzt.

Nach ersten Tests verlegte die Milne mit der Matchless ab dem 27. Dezember 1944 zur inzwischen im Mittelmeer eingesetzten Flottille, deren Führung sie am 4. Januar 1945 in Malta wieder übernahm, zu der neben den vier noch vorhandenen Schwesterschiffen der M-Klasse auch der letzte einsatzfähige Zerstörer Lookout der baugleichen L-Klasse gehörte.
Der Zerstörerführer kam anfangs zur Konvoisicherung und zur Unterstützung des alliierten Vormarsch in der Ägäis zum Einsatz. Im Februar 1945 verlagerte sich das Einsatzgebiet der Flottille in das westliche Mittelmeer, wo sie mit französischen Zerstörern gegen deutsche Einheiten eingesetzt wurde, die die Inseln dort versorgten oder Personal auf das Festland evakuieren wollten. Im März und April unterstützte die Milne alliierte Aktionen an der Westküste Italiens. So beschoss sie am 9. März Küstenstellungen an der Riviera und am 18. März zusammen mit der Marne Genua.
Nach der Kapitulation der Deutschen und dem Kriegsende in Europa unterstützte sie die britischen Garnisonen an der Adria und war bis August 1945 an der Ausbildung von Einheiten beteiligt, die über das Mittelmeer in den Fernen Osten verlegten und im Mittelmeer die Ausbildung ihrer Besatzungen durchführten. Die Milne verblieb mit der „3rd Destroyer Flotilla“ bis 1946 im Mittelmeer und war an den ersten Besuchen von Flotteneinheiten in den Anrainerstaaten beteiligt.

Am 4. April 1946 verließ sie mit den anderen im Mittelmeer noch eingesetzten Schiffen der Klasse (Marne, Matchless, Meteor, Musketeer) den Bereich der Mediterranean Fleet, um nach Harwich zu laufen, wo der Zerstörerführer außer Dienst gestellt und der Reserve zugewiesen wurde. Ab August diente er als Wohnschiff des Personals der Reserveflotte in Harwich und dann in Rosyth. Später wurde das Schiff nach Plymouth geschleppt, um zu einer Fregatte des Typs 62 umgebaut zu werden. Dieser Plan wurde aufgegeben, da sich die vorhandenen Schiffe der M-Klasse als wenig geeignet erwiesen und auch in keinem guten Zustand waren. Ein Umbau dieser Schiffe für die Royal Navy wurde daher aufgegeben, Milne wurde nach Penarth bei Cardiff verlegt und auf die Verkaufsliste der Navy gesetzt.

## In der türkischen Marine
Als Teil eines umfangreicheren Abkommens, das am 16. August 1957 in Ankara unterzeichnet wurde, gab die Royal Navy Milne und drei weitere Schiffe der M-Klasse am 24. September 1957 an die türkische Marine ab. Vor der Weitergabe wurden die Schiffe in Großbritannien überholt und umbewaffnet. Die bisherigen leichten Flugabwehrwaffen wurden alle von Bord genommen und durch ein 40-mm-Zwillingsgeschütz und vier einzelne 40-mm-Bofors-Kanonen ersetzt. Dazu kamen noch ein Gittermast und ein größeres hinteres Deckshaus mit einem Squid-Werfer. Am 29. Juni 1959 wurde das Schiff in Portsmouth der türkischen Marine übergeben und in Alp Arslan´umbenannt. Der Namensgeber Alp Arslan (1030–1072) war von 1063 bis 1072 Sultan der Großseldschuken. Bis 1971 wurde der Zerstörer von der türkischen Marine eingesetzt und dann in der Türkei verschrottet.